# Бозово (Челябинская область)
Бозово — деревня в Нязепетровском районе Челябинской области России. Входит в состав Гривенского сельского поселения. 

## География
Находится на правом берегу реки Ураим, примерно в 29 км к югу от районного центра, города Нязепетровск, на высоте 403 метров над уровнем моря.

## Население
| 2002 | 2010 |
| ---- | ---- |
| 70   | ↘48  |

По данным Всероссийской переписи, в 2010 году численность населения деревни составляла 48 человек (25 мужчин и 23 женщины).

## Улицы
Уличная сеть деревни состоит из 2 улиц (ул. Заречная и ул. Центральная).